# Victor Engblom
Victor Emanuel Engblom, född 21 september 1892 i Kvidinge församling, Kristianstads län, död 1975 i Borås, var en svensk språkvetare och läroverkslektor.
Engblom, som var son till folkskollärare Sven Engblom och Johanna Jonasdotter, avlade studentexamen i Lund 1911, blev filosofie kandidat 1914, filosofie magister 1915, filosofie licentiat 1932 och filosofie doktor i Lund 1938 på avhandlingen On the Origin and Early Development of the Auxiliary Do. Han var extra lärare i Klippan 1918–1920, blev ordinarie ämneslärare i Skänninge 1921, adjunkt i Uppsala 1929 och lektor vid Norra latin i Stockholm 1940. Han var rektor vid Skänninge kommunala mellanskola 1920–1930, vid Nässjö samrealskola 1932–1940 och vid Borås högre allmänna läroverk sedan 1940. Han var ledamot av kyrkofullmäktige och stadsfullmäktige i Nässjö. Engblom var riddare av Nordstjärneorden.